# Stazione di Godiasco
La stazione di Godiasco, posta lungo la ferrovia Voghera-Varzi, serviva il comune di Godiasco.

## Storia
L'impianto fu attivato il 25 dicembre 1931, contestualmente all'inaugurazione della ferrovia, a cura della Società Anonima per la Ferrovia Voghera-Varzi (FVV).
Poco prima della guerra, nel 1940, tale società venne fusa con la Società per le Ferrovie Adriatico Appennino (FAA), che rilevò la gestione della stazione. Durante il conflitto la ferrovia subì pesanti danni, tanto da costringere nel 1944 la FAA a sospendere l'esercizio.
Riattivata a guerra finita e ripreso l'esercizio, con decreto ministeriale n. 4305 del 9 dicembre 1965 si dispose la soppressione della ferrovia nell'ambito della politica dei cosiddetti "rami secchi"; la stazione fu dunque formalmente soppressa il 1º agosto 1966.

## Strutture e impianti
L'impianto era dotato di un fabbricato viaggiatori, che venne demolito dopo la chiusura della linea; nelle vicinanze della stazione si trovava la sottostazione elettrica dalla quale veniva alimentata la linea aerea lungo tutta la ferrovia Voghera-Varzi, il cui edificio è stato convertito in abitazione privata.